# Чернік (округ Нове Замки)
Чернік (словац. Černík) — село, громада округу Нове Замки, Нітранський край. Кадастрова площа громади — 13.39 км².
Населення 1045 осіб (станом на 31 грудня 2019 року).

## Історія
Чернік згадується 1156 року.

## Населення
| Рік:            | 1994. | 2004.   | 2014.   | 2024.   |
| --------------- | ----- | ------- | ------- | ------- |
| Кількість осіб: | 1013  | 992     | 1016    | 1058    |
| Різниця:        |       | -2,07 % | +2,41 % | +4,13 % |

| Рік:            | 2023. | 2024.   |
| --------------- | ----- | ------- |
| Кількість осіб: | 1037  | 1058    |
| Різниця:        |       | +2,02 % |